# 第122飛行隊 (イスラエル空軍)
イスラエル空軍 第122飛行隊（122 Squadron） は、イスラエル航空宇宙軍でガルフストリーム G500/550 "Nahshon"（ナフション）を運用する飛行隊である。装備機の愛称をとって、ナフション・スコードロン（The Nahshon Squadron）とも呼ばれる。
1962年の編成時から2000年頃まで、ダグラス DC-3／C-47 ダコタを主体的に運用していたため、ダコタ・スコードロン（The Dakota Squadron）の呼称でも知られる。

## 歴史
第122飛行隊は、1962年に運用機種をノール ノラトラに改編した第103飛行隊から移管された約20機のダグラス DC-3／C-47 ダコタを運用する飛行隊としてロッド空軍基地（現在のベン・グリオン国際空港）で編成された。尚、同じく第103飛行隊からDC-3/C-47を移管され、第122飛行隊と同時期に編成された第120飛行隊は4機のDC-3/C-47を運用する事となった。
1973年の第四次中東戦争開始時点では、第122飛行隊の装備機は10機程度に減少していたが、その後DC-3／C-47が追加補充され、20機程度の運用を2000年まで続けた。
エジプト、シリア両軍による奇襲で始まった第四次中東戦争では、第122飛行隊の指揮下で民間機を含む3機のIAI アラバが徴用され、補給任務や負傷者の搬送に使用された。これらの機体は戦争終結後、元の持ち主に返却された。
1982年のガリラヤの平和作戦においても第122飛行隊のDC-3／C-47は効果的に運用され、レバノン領空内に侵入して補給任務をおこなった。
1980年代には新たに3機のIAI アラバが追加配備されたが、依然としてダコタの運用は継続された。
1990年代には、2機のダコタがエリント機（電子戦支援機）に改造され、それまでの3色迷彩塗装にかわり、グレー系のロービジ塗装を施されて運用された。
2000年代に入り、長年運用されたDC-3／C-47系列機が退役し、変わってアメリカ製のビジネスジェット機であるガルフストリーム G500／G550（イスラエル空軍でのニックネーム "ナフション"）をベースにIAIが開発したG550 "Nahshon-Eitam" CAEW（Conformal Airborne Early Warning）早期警戒管制機（2機配備）、G500 "Nahshon-Shavit" SEMA （Special Electronic Missions Aircraft）電子戦機（3機配備）を運用する飛行隊となり、第122飛行隊の愛称もナフション・スコードロンとなった。また、同じ頃、ベン・グリオン国際空港から南部地区のネバティム空軍基地に拠点を移した。